# 日本動物病院協会
公益社団法人日本動物病院協会（こうえきしゃだんほうじんにほんどうぶつびょういんきょうかい、英語：Japanese Animal Hospital Association 略称：JAHA）は、動物病院および動物医療の充実、動物病院による地域社会への貢献を推進 などを公益目的事業とする公益社団法人である。

## 理念
人と動物のふれあいから生まれてくるもの
～人と動物の絆（HAB：ヒューマン・アニマル・ボンド）を私たちJAHAは尊重します。
人と動物がみんな同じように健康で幸せに生きていくことができたなら、それは社会全体への幸福へとつながるものだと信じています。 

## 概要
協会の事業として、公益目的事業1、2、その他の事業がある。
公益目的事業1：動物病院および動物医療の充実に関する事業
「絆を中心においた動物医療（Bond-Centered Practice）」の理念の下、卒後継続教育セミナーを広く提供して動物医療従事者の知識・技術の高位平準化をはかるとともに、動物病院の水準をさらに高める事業
- 獣医師セミナー
- 動物看護師向けセミナー
- 動物病院講座
- こいぬこねこの教育アドバイザー養成講座
- 動物病院スタッフのためのシニアケア講座
- 認定動物病院制度
- 認定医制度
- インストラクター養成コース
- 家庭犬のしつけ方講座

公益目的事業2：動物病院による地域社会への貢献を推進する事業
動物病院と動物医療に関わる立場から社会に向けての、市民公開講座や講師派遣等の普及啓発事業、また、動物病院を活動の中心にして行われるアニマルセラピー（CAPPボランティア活動）推進のための事業
- 年次大会等のイベント情報
- 行政や関連諸団体（地方獣医師会等）との協力事業および講師派遣
- アニマルセラピー（CAPPボランティア活動）
- アニマルセラピーに関する調査研究事業

その他の事業
- 動物病院向け印刷物の制作と販売
- 動物看護教育支援校制度

## 沿革
- 1978年1月　　日本動物病院協会　創立

- 1987年11月　 社団法人 日本動物病院福祉協会 　社団法人許可

- 2009年5月　　公益社団法人 日本動物病院福祉協会　公益社団法人移行

- 2014年6月　　公益社団法人 日本動物病院協会　名称変更